# Ärkebiskopsdömet Salzburg
Ärkebiskopsdömet Salzburg, på tyska Fürsterzbistum Salzburg, var ett andligt furstendöme inom det Tysk-romerska riket. Det sammanföll till stora delar med det nuvarande österrikiska förbundslandet Salzburg.

## Bakgrund
Salzburg var redan under romartiden, då det utgjorde en del av provinsen Noricum, tätt bebyggt. Dess apostel blev Rupert den helige av Worms, som 696 upprättade ett biskopssäte. 798 upphöjdes stiftet till ärkebiskopsdöme och utvidgades sedermera med områden av Lungau, Pinzgau och Gastein med flera kretsar, så att det vid westfaliska freden omfattade 9 900 km2 med 190 000 invånare. Ärkebiskop Gebhard, död 1088, erhöll därjämte för all framtid värdigheten av påvlig legat i Tyskland. Gebhards efterträdare låg i nästan ständig strid med kejsaren, Bayern eller sina egna landsständer och utövade mot andra religionsbekännare ett hårt förtryck.
Genom ärkebiskopen-kardinalen Matthäus Lang (1519-40) blev Salzburg en härd för kampen mot reformationen. Förhållandena tillspetsades till det yttersta under ärkebiskop Leopold Anton von Firmian (1727-44), som styrdes av sin kansler von Krall. År 1731, på de lutherska tesernas dag, 31 oktober, kom det beryktade emigrationspåbudet, som ålade alla evangeliska över 12 år att inom 8 dagar utvandra. Mer än 20 000 av de landsflyktige mottogs av Preussen och bildade sedan en gränsvakt mot Polen i Ostpreussen. Även i Amerika blev salzburgares inflyttning av betydelse. I Sverige väckte de fördrivna stort deltagande, som gav sig uttryck i penningunderstöd; bland annat utfärdades 8 maj 1732 publikation om allmän kollekt för dem. Kommerskollegium föreslog (24 januari) regeringen att intaga salzburgska industriidkare och hantverkare till Sverige genom att bevilja dem 20 års frihet från utskylder och ge fattiga sådana respenningar. 
Ärkebiskoparna av Salzburg ägde vidsträckta privilegier, t. ex. rättighet att adla och att omväxlande med Österrike leda riksfurstekollegiets förhandlingar, och 1750 erhöll de titeln "primas av Tyskland". Men genom den av Napoleon 1802 verkställda
sekulariseringen förvandlades Salzburg till ett världsligt kurfurstendöme och gavs jämte Eichstätt, Berchtesgaden och en del av Passau till ärkehertig Ferdinand av Österrike som ersättning för det av honom avträdda storhertigdömet Toscana. I freden i Pressburg 1805 förenades Salzburg med Österrike (Ferdinand fick i stället Würzburg till kurfurstendöme), ställdes enligt Freden i Schönbrunn 1809 till Napoleons förfogande, överlämnades av honom 1810 till Bayern och avträddes 1814 till Österrike, med undantag av en del av vänstra Salzachstranden.

## Källa
Den här artikeln är helt eller delvis baserad på material från Nordisk familjebok, Salzburg, 1904–1926.